# Теодор Адорно
Теодо́р Лю́двіґ Візенґрунд Адо́рно (нім. Theodor Ludwig Wiesengrund Adorno; 11 вересня 1903, Франкфурт-на-Майні — 6 серпня 1969, Фісп, Швейцарія) — німецький філософ, соціолог, музикознавець, представник Франкфуртської школи.
Його філософські погляди склалися на перетині аргументів неогегелянства, авангардистської критики культури, концептуального несприйняття технократичної раціональності та тоталітарного мислення. Представник франкфуртської критичної школи. Цікавився музикознавством.
Головна філософська праця Адорно — «Негативна діалектика». Філософію історії подано в цій праці як методологію загального заперечення, діалектику — як деструкцію всього даного.
Нова хвиля популярності Адорнових ідей пов'язана зі зростанням впливу антиглобалістичної опозиції.

## Пам'ятник у Франкфурті-на-Майні

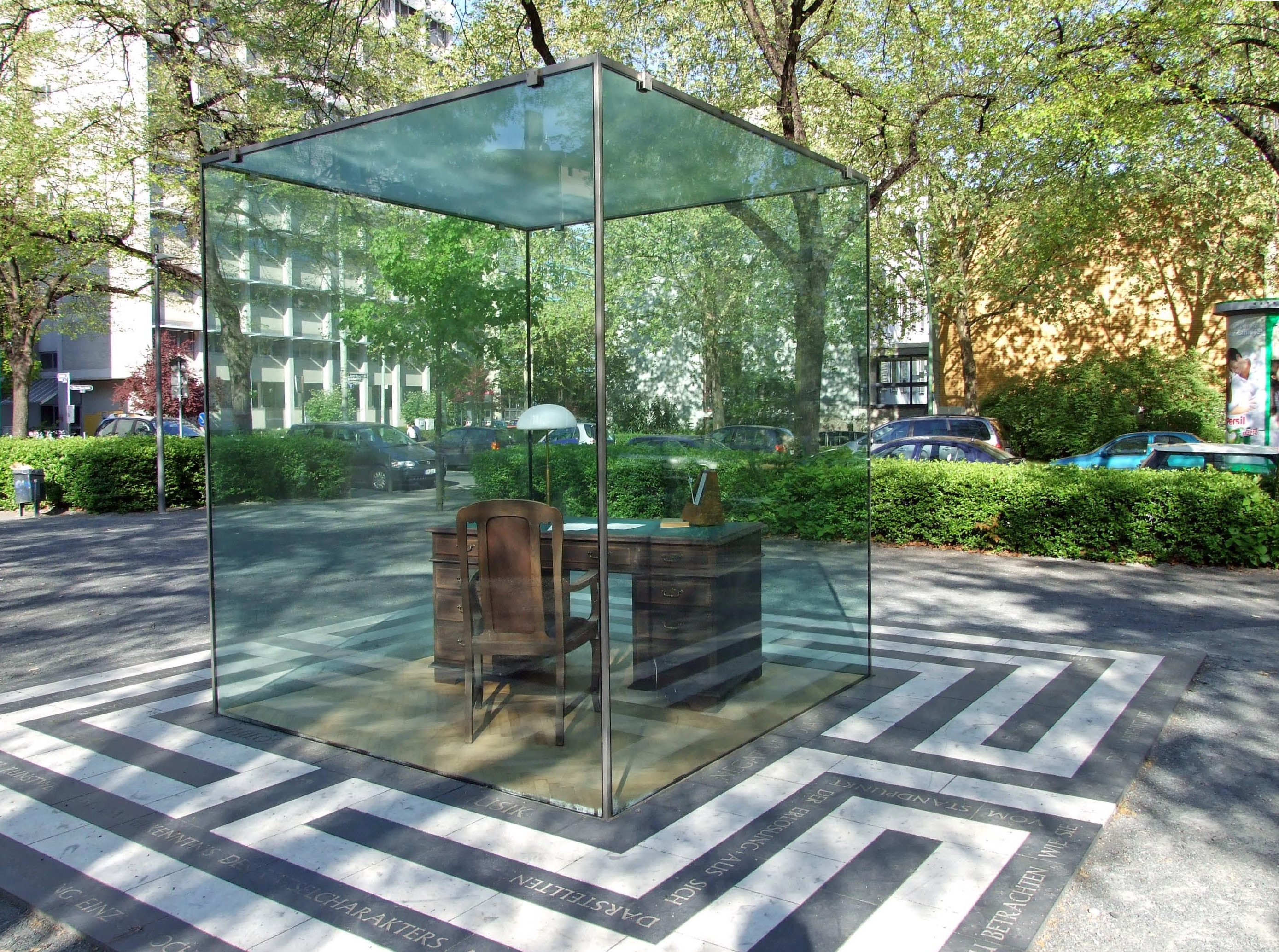
Пам'ятник Теодору Адорно у Франкфурті-на-Майні роботи Вадима Захарова

До ювілею у 2003 недалеко від університету у Франкфурті-на-Майні, де багато років проходила викладацька і наукова діяльність Адорно, на майдані його імені встановлено пам'ятник роботи російського художника Вадима Захарова, що виграв міжнародний конкурс на будівництво меморіалу.
Пам'ятник являє собою скляний куб правильної форми на паркетній основі; всередині його стоять робочий стіл і крісло філософа. На столі стоїть старого зразка лампа світлого скла, що запалюється вечорами.
На фундаменті навколо пам'ятника, на рівні землі, назви основних трактатів та відомі афоризми Адорно.

## Соціологічні дослідження
Спеціалізуючись у теорії різних видів мистецтв, Теодор Адорно показав негативний вплив поширення стереотипів масової культури за допомогою масової комунікації на особистість. Він зробив спробу заміряти мобільність типів особистості під впливом стереотипів телевізійних передач. Всесилля засобів масових комунікацій визнавали німецькі вчені Теодор Адорно (1903—1969) і Макс Горкгаймер (1895—1973) — провідні представники Франкфуртської школи неомарксизма. У своїй спільній праці «Діалектика радіомовлення» (1944) вони аналізували засоби масової комунікації, їх місце і роль у функціонуванні сучасного суспільства. На творчість Т. Адорно і М. Горкгаймер вплинув прихід у Німеччині до влади фашизму з його потужною нацистською ідеологією, яка ґрунтувалася на закономірностях сприйняття і формування масової свідомості. Зневірившись у революційних можливостях робітничого класу в перетворенні суспільства, вони сформулювали критичну теорію, як різновид неомарксистського (здебільшого не марксистського) підходу до аналізу соціальних процесів у суспільстві. Розглядаючи маніпулятивні функції ЗМІ, вони визнавали їх провідну роль в ідеологізації економічного базису в інтересах панівного класу.
У більш пізній період представники Франкфуртської школи зосередили свою увагу на вивченні масової культури як продукту індустріального і постіндустріального суспільства і культурологічного функціонування масової комунікації. Під індустрією культури Т. Адорно і М. Горкгаймер розуміли масове виробництво певних культурних норм, що перетворює аудиторію в пасивну однорідну масу, нездатну до критичного сприйняття потоку інформації, що на неї впливає. На думку Т. Адорно, початковий сенс терміна «масмедіа» полягає в тому, що маси є деяким суб'єктом, на задоволення потреб якого і спрямована діяльність медій. Насправді ж маси є лише об'єктом. Маси отримують не те що вони хочуть, а те, що їм пропонується. В цьому полягає сенс використання терміна «індустрія культури».
Автори вважають, що основну роль у формуванні масової свідомості відіграють всемогутні розважальні програми, що привертають увагу аудиторії легким, доступним і актуальним в повсякденному житті змістом. Це сприяє пасивності споживачів інформації й впливає на підвищення їх сприйнятливості до різного роду пропагандистських впливів, що дозволяє керувати свідомістю і поведінкою мас в потрібному для суб'єктів пропаганди напрямку. Серйозно вплинули на розвиток досліджень масової комунікації праці, виконані в рамках критичної теорії. Мається на увазі діяльність провідних представників Франкфуртського інституту соціальних досліджень — Макса Горкгаймера (1895—1973), Теодора Адорно (1903—1969) і Герберта Маркузе (1898—1979). У роботах цих авторів була зроблена спроба дослідження ролі соціології масових комунікацій і, ширше, інститутів духовного виробництва капіталістичного суспільства першої половини XX століття. При цьому був запропонований ракурс аналізу, в якому зв'язувалися воєдино: особливості «індустріального» виробництва продукції масової культури; специфіка змісту текстів СМК; сприйняття матеріалів масової культури аудиторією; соціальні ефекти, що при цьому виникають.
Критична традиція зосереджується на дослідженні того, як СМК, так само як і інші елементи системи духовного виробництва сприяють здійсненню символічного насильства, реалізації влади та домінування. Треба мати на увазі, що діяльність теоретиків Франфуртської школи значною мірою була пов'язана з завданнями осмислення фашизму як трагічного досвіду сучасної цивілізації. Адорно і Горкгаймер пов'язували появу фашизму з «фашизоїдністю» індустріального капіталізму як такого. Сучасна їм епоха уявлялася періодом торжества насильницьких і тоталітарних тенденцій і, відповідно, повного й остаточного знищення індивіда і культури, що до нього апелює.

### Співпраця Макса Горкгаймера і Теодора Адорно
Основною працею Макса Горкгаймера і Теодора Адорно, яка буде цікавою у вивченні масової комунікації, є «Діалектика Просвітництва», опублікована в 1947 році. В окремому розділі цієї роботи — «Індустрія культури: Просвіта як масовий обман» — автори спеціально розглядали місце і роль засобів масової комунікації в сучасному їм суспільстві. Одне з головних питань, поставлених франкфуртцями, стосувалося оцінки наслідків раціональності в сучасній епосі. Як відомо, надії освітянського проєкту, так як він мислився в XVIII столітті, були пов'язані з можливостями прогресу, людської раціональності. Передбачалося, серед іншого, що сили раціональності переможуть невігластво і забезпечать панування над силами природи, опора на досягнення науки принесе процвітання, сприятиме встановленню справедливості та порядку в суспільстві.
Однак, на думку Адорно і Горкгаймер, в умовах капіталізму всепоглинальне проникнення і використання інструментальної раціональності (науки, технологічних досягнень) стимулює, найчастіше, зворотні тенденції. Світ стає значною мірою предметом технічного регулювання, причому сама людина виявляється своєрідним «продовженням» цього світу. Форми соціального домінування стають при цьому все більш витонченими та ефективними. На думку авторів, людина у все більшій мірі стає залежною від процесів наростаючої технічної раціональності. Повсякденне життя людини у всіх її проявах характеризується ізоляцією людей і домінуванням всіляких технологічних форм. Одне з центральних положень авторів полягає в тому, що система масового виробництва товарів, послуг і ідей «адекватна» існуючій системі в цілому, з її відданістю технологічному раціоналізму, «калькулюванні» та споживанні. Значну роль в цьому зв'язку грає «індустрія культури». Поняття «індустрія культури» автори використовували для позначення нової якості культурних форм, які вони стали набувати з розвитком індустрії розваг і споживання на початку-середині XX століття. «Могутність культур індустрії обумовлюється її єдністю з потребою вироблення». Розвага стає пролонгацією праці в умовах пізнього капіталізму: «Її шукає той, хто прагне відволіктися від ритму механізованого процесу праці, для того, щоб вона знову стала йому під силу».
Важливо, що під індустрією культури Адорно і Горкгаймер розуміли не тільки процес виробництва як такого, а й стандартизацію предмета і раціоналізацію способів поширення культурної продукції. Звідси невіддільними рисами культурної продукції є стандартизація, масовість, стереотипність. Найважливішу роль в створенні, виробництві та розповсюдженні матеріалів культури грають, на думку авторів, засоби масової комунікації. В якості одної з вирішальних у зв'язку з цим обставини автори вказують на те, що в умовах капіталізму закони ринку стають визначальними для всіх сфер життя суспільства, в тому числі й для сфери культури. Матеріали культури, таким чином, набувають форми товару, розробленого для продажу та отримання прибутку. Цінність їх визначається не художніми достоїнствами, а логікою товарного виробництва та обміну.
Для уточнення змісту поняття індустрія культури звернемося до зауваження, наведеного в одній з пізніших робіт Адорно. Зауваження стосується інтерпретації терміну «мас медіа». Негативне ставлення до можливості його використання пов'язане в Адорно з тим, що термін спотворює справжню суть медіа (або засобів масової комунікації). На його думку, початковий сенс терміну полягає в тому, що маси є деяким суб'єктом, на задоволення потреб якого і спрямована діяльність медіа. Насправді ж маси є лише об'єктом. Маси отримують не те що вони хочуть, а те, що їм пропонується. Частково і в цьому полягає сенс використання терміну «індустрія культури».
Інститути індустрії культури, як вважали Адорно і Горкгаймер, виконують завдання поширення серед широких мас населення найважливіших цінностей, пов'язаних із підтриманням існуючого державно-монополістичного порядку. З одного боку, в умовах ослаблення значущості цінностей як таких, індустрія свідомості успішно замінила релігію і метафізику у виконанні їх основної функції — легітимації, тобто узаконення панування. З іншого боку, відбулася трансформація ліберальних цінностей. Один з таких проявів пов'язано з апологетикою індустрії культури та здійснюваного нею контролю над думками й поведінкою людей. Іншою особливістю індустрії культури є те, що вона не стільки маніпулює, скільки максимально чітко транслює матеріали, що відображають цінності тотального панування технологічної раціональності та ринку. Саме це, з точки зору Горхаймера та Адорно, є запорукою стабільності сформованого порядку: «Механізм попиту і пропозиції продовжує діяти у сфері надбудови як механізм контролю, що йде на користь правлячих кіл. Капіталістичному виробництву вдається настільки міцно закабалити споживача і душею і тілом, що без будь-якого опору вони стають жертвою того, що їм пропонується …. Ошукані маси в набагато більшому ступені, ніж ті, хто досяг успіху, стають жертвами міфу про успіх. адже вони керуються своїми власними бажаннями. І тому вони непохитно відстоюють саме ту ідеологію, за допомогою якої їх перетворюють на рабів».
Автори торкаються також питання про зміст трансформації матеріалів мистецтва в масову культурну продукцію. Якщо раніше область мистецтв зберігала певну автономію від ринку, що дозволяло їй виконувати деяку критичну функцію в суспільстві, то в умовах підпорядкування культури логіці товарного обміну автономія ця зникає. Твори мистецтва, у своєму новому, товарному вигляді стають частиною повсякденного життя людей, що неминуче пов'язано з розмиванням автентичної художньої цінності цих творів. Звідси випливає аргумент авторів про те, що культурні цінності як такі, з одного боку, і діяльність засобів масової комунікації — з іншого, є явищами, що не стикуються один з одним.
Яку інтерпретацію в рамках концепції індустрії культури отримують стосунки засобів масової комунікації та аудиторії? На думку Адорно і Горкгаймер, масове виробництво культурних форм передбачає уніфікацію індивідуальних особливостей. Останнє пов'язано з переважним баченням аудиторії як деякої однорідної маси, якій пропонуються «проштемпельовані» і заздалегідь апробовані матеріали. Іншою важливою обставиною, на яку звертають увагу автори, є акцент на формування в аудиторії якостей пасивності та конформізму. У цьому плані показовим є наступне зауваження: «Гласність в сучасному суспільстві не дає справі дійти до скільки-небудь виразних звинувачень, коли ж це відбувається, по їх тональності, що володіє тонким слухом без праці вдається розпізнати ті впливові кола, під егідою яких відбувається умиротворення бунтаря».

### Стереотипізація у засобах масової комунікації
Функціонування індустрії культури пов'язане також з атомізацією суспільства. Технології масової комунікації такі, що їх результатом найчастіше є ізоляція людей один від одного. Очевидним, на думку авторів, є те, що медіа, за якими вони спостерігали, сприяють ослабленню активності міжособистісного спілкування, почуттів соціальної та моральної солідарності між людьми: «Бути задоволеним, значить бути згодним. Це стає можливим тільки завдяки герметичній ізоляції від соціального процесу в цілому. Отримувати задоволення завжди означало: ні про що не думати, забути про страждання навіть там і тоді, де його показують». У зв'язку з розглядом питання про особливості комунікативної поведінки аудиторії, важливим є те, як Горкгаймер і Адорно інтерпретують механізм «маніпуляції» або «символічного насильства», що здійснюється за допомогою індустрії культури. Тут виділяються наступні етапи: спочатку створюється певний тип поведінки, потім за допомогою інформаційного тиску на аудиторію домагаються трансформації цього типу поведінки в природну звичку; нарешті, відбувається фіксація цієї звички через тиражовані індустрією культури продукцію. Вплив засобів масової комунікації на аудиторію пов'язаний також з наростальною стереотипізацією матеріалів культури. Автори відзначають, що весь світ стає пропущеним через фільтр культур індустрії: «Чим більш щільним і суцільним виявляється подвоєння емпіричної реальності техніками (культур індустрії), тим легше вдається утвердитися ілюзії, що зовнішній світ є всього лише безпосереднім продовженням того, з яким заводять знайомство в кінотеатрі».
В роботі, присвяченій аналізу соціально-психологічних особливостей впливу телебачення, Т. Адорно підкреслює, що стереотип є найважливішим елементом організації досвіду індивіда. І, тому, проблема полягає не в стереотипі як такому. Тим більше, що технологія телевізійного виробництва через свою природу не може не використовувати стереотипи. Проблема полягає в тих функціональних змінах, які привносить в життя людей індустрія культури. Використання в матеріалах телебачення все більш жорстких і відчужених стереотипів призводить до того, що фактично аудиторія звертається, на думку Адорно, до кліше. За рахунок цього люди втрачають точне уявлення про реальність, досвід реальний замінюється досвідом спотвореним, одержуваним за допомогою контактів з клішованою продукцією засобів масової комунікації.

### П. Лазарсфельд і Т. Адорно
Про те, які завдання ставили перед собою теоретики Франкфуртської школи стосовно дослідження ЗМК дає деяке представлення наступний фрагмент. Як відомо, Теодор Адорно разом з іншими представниками франкфуртської школи, рятуючись від нацистських переслідувань знаходився в еміграції в США. Тут він отримав запрошення від одного з провідних соціологів напряму функціоналізму Поля Лазарсфельда взяти участь в дослідженні музичних радіопрограм. Проєкт фінансувався Фондом Рокфеллера і припускав вивчення ефектів радіо в області культури. Лазарсфельд сподівався, що в результаті спільних зусиль стане можливим зближення, конвергенція європейської теорії та американського емпіризму. Ставка була зроблена на те, що критична традиція аналізу сприятиме «пожвавленню» адміністративних досліджень, орієнтованих насамперед на практику. Однак результати завершеного в 1939 році проєкту показали, що надіям не судилося здійснитися. Причина полягала в кардинально різних баченнях методології дослідження Лазарсфельдом і Адорно. Адорно відмовився обмежувати свої дослідницькі інтереси кордонами опитувального листа, затвердженого клієнтом. Це, на його думку, прив'язувало об'єкт дослідження виключно до системи комерційного радіо, яке існувало тоді в США. Водночас «за кадром» залишалися соціальні та економічні передумови цієї системи, соціологічні та культурні наслідки її діяльності. Таким чином, Адорно наполягав на більш цілісному розгляді ролі медіа, на пошуку відповідей на питання про те, «хто», «чому» і «як» здійснює комунікацію в суспільстві.

## Послідовники
- Еріх Фромм
- Юрґен Габермас
- Семюел Бекет

## Основні твори
- Діалектика Просвітництва [у співавторстві з Максом Горкгаймером] (Dialektik der Aufklärung, 1947)
- Філософія нової музики (Philosophie der neuen Musik, 1949)
- Minima Moralia (1950)
- Соціологіка I (Sociologica I, 1955)
- Малєр (Mahler, 1960)
- К'єркегор (Kierkegaard, 1962)
- Вступ до соціології музики (Einleitung in die Musiksoziologie, 1962)
- Три штудії Гегеля (Drei Studien zu Hegel, 1963)
- Негативна діалектика (Negative Dialektik, 1966)
- Соціологіка II (Sociologica II, 1967)
- Вступ до соціології (Einleitung in die Soziologie, 1968)
- Теорія естетики (Ästhetische Theorie, 1970)
- Нариси з соціальної теорії та методології (Aufsätze zur Gesellschaftstheorie und Methodologie, 1970)
- Діалектика взаємодії (Zur Dialektik des Engagements, 1973)

## Тексти Адорно, перекладені українською мовою
- 1930 Теодор Адорно. Тези про мову філософів. Пер. із нім. Віталія Брижніка.
- 1931 Теодор Адорно. Актуальність філософії. Пер. із нім. Віталія Брижніка. «СХІД» № 5 (157), вересень-жовтень 2018 р. Київ: 2018. С. 99-106.[9]
- 1942 Теодор Адорно. Тези про потребу. Пер. із нім. Віталія Брижніка.
- 1955 Теодор Адорно. До університетського вивчення філософії. Пер. із нім. Віталія Брижніка. Міжнародний науковий журнал «Університети і лідерство», 16 (2023). Київ: 2023. C. 200—207.
- 1959 Теодор Адорно. До демократизації німецьких університетів. Пер. із нім. Віталія Брижніка. Міжнародний науковий журнал «Університети і лідерство», 13 (2022). Київ: 2022. С. 154—159.[10]
- 1959 Теодор Адорно. Теорія напівосвіти. Пер. із нім. Марії Култаєвої. Філософія освіти. Philosophy of Education. 2017. № 1 (20). Київ: 2017. С. 128—152.[11]
- 1959 Теодор Адорно. Що означає «опрацювання Минулого». Пер. із нім. Віталія Брижніка. Філософія освіти. Philosophy of Education. 2018. № 1 (22). Київ: 2018. С. 6-24.[12]
- 1961 Теодор Адорно. Філософія і вчитель. Пер. із нім. Віталія Брижніка. Філософія освіти. Philosophy of Education. 2018. № 2 (23). Київ: 2018. С. 6-31.[13]
- 1962 Теодор Адорно. Нотатка про гуманітарну науку та освіту. Пер. із нім. Віталія Брижніка. Філософія освіти. Philosophy of Education. 2019. № 1 (24). Київ: 2019. С. 24-31.[14]
- 1965 Теодор Адорно. На запитання: Що є німецьким? Пер. із нім. Віталія Брижніка. Міжнародний науковий журнал «Університети і лідерство», 18 (2024). Київ: 2024. С. 162—170.[15]
- 1965 Теодор Адорно. Табу на покликання вчителя. Пер. із нім. Віталія Брижніка і Михайла Бойченка. Філософія освіти. Philosophy of Education.2020. 26 (2). Київ: 2020. С. 168—187.[16]
- 1966 Теодор Адорно. Виховання після Аушвіца. Пер. із нім. Віталія Брижніка. Філософія освіти. Philosophy of Education. 2019. No 2 (25). Київ: 2019. С. 82-99.[17]
- 1966 Теодор Адорно. Виховання — навіщо? Пер. із нім. Віталія Брижніка. Філософія освіти. Philosophy of Education. 2019. No 1 (24). Київ: 2019. С. 6-23.[18]
- 1969. Теодор Адорно. Марґіналії до теорії і практики. Інтерет-видання «Політком». 4 жовтня 2024 р.https://politcom.org.ua/teodor-v-adorno-marginaliyi-do-teoriyi-ta-praktyky-1969
- 1969 Теодор Адорно. Теорія естетики. Пер. із нім. П. Таращука. Київ: «Основи», 2002. 518 с.[19]

## Твори Адорно
- Архів Т. Адорно на «Чтиві»
- Архів Т. Адорно на Marxists.org(англ.)

## Про нього
- Адорно, Теодор Людвіг // ВУЕ
- Джексон Ґарсія. Адорно про задоволення (2020)